# 法蒂內
法蒂內（法語：Fatiné），是馬里的城鎮，位於該國西南部，由塞古區的塞古省負責管轄，處於巴尼河北岸，面積1,006平方公里，2009年人口25,161，人口密度每平方公里25人。